# Francisco Topp
Francisco Xavier Topp (em alemão:  Franz Topp; Warendorf, 19 de setembro de 1854 — Florianópolis, 25 de dezembro de 1925) foi um padre alemão radicado no Brasil.
Filho de Bernhard Joseph Topp e Johanna Rosina Menge. Após concluir o estudo secundário, foi para a Universidade Católica de Eichstätt-Ingolstadt, onde estudou filosofia e teologia. Foi nomeado presbítero em 15 de julho de 1877. Doutourou-se em teologia no Vaticano.
Em janeiro de 1890 chegou em Santa Catarina, residindo em São Ludgero. Com a retirada e morte do padre Guilherme Roer, assumiu o curato da Colônia Teresópolis. Em 13 de junho de 1891 foi pároco em Tubarão, até 1896, indo em seguida para Florianópolis.
Em 1894 viajou para a Alemanha, de onde trouxe as irmãs da Sociedade Divina Providência, fundada em Münster pelo padre Eduardo Michelis, que chegaram em Tubarão em abril de 1895.
Sepultado no Cemitério do Hospital de Caridade de Florianópolis.